# Cooperarea micilor administrații poștale europene

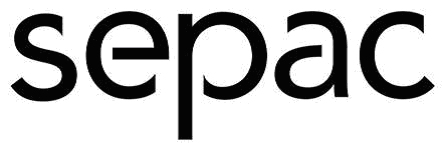
Logoul SEPAC

Cooperarea micilor administrații poștale europene (pe scurt SEPAC) este o asociație formată din 14 autorități poștale europene: Åland, Insulele Feroe, Gibraltar, Groenlanda, Guernsey, Islanda, Insula Man, Jersey, Liechtenstein, Luxemburg, Malta, Monaco, San Marino și Vatican. Luxemburg nu a fost inițial membru al SEPAC, dar s-a alăturat la sfârșitul anului 2006. SEPAC este mai mică decât PostEurop.
Prima emisiune comună de timbre poștale a SEPAC a avut loc pe 1 octombrie 2007, iar următoarea în 2009; a șasea a fost în luna septembrie 2015. San Marino și Vatican nu participa la aceste emisiuni.
Următoarele criterii sunt cerute pentru a fi admis în SEPAC:
- Administrația poștală trebuie să fie amplasată în Europa.
- Administrația poștală trebuie să fie independentă.
- Administrația poștală trebuie să aibă o piață mică cu mai mult de 50% din clienți în afara țării respectiv€.

Secretarul de SEPAC este Andrée Valentine, șeful serviciului de servicii filatelice al Jersey Post.

## Organizațiile membre
| Țară           | Poștă                       |
| -------------- | --------------------------- |
| Insulele Åland | Posten Åland                |
| Insulele Feroe | Postverk Føroya             |
| Gibraltar      | Royal Gibraltar Post Office |
| Groenlanda     | Post Greenland              |
| Guernsey       | Guernsey Post               |
| Islanda        | Íslandspóstur               |
| Insula Man     | Isle of Man Post            |
| Insula Jersey  | Jersey Post                 |
| Liechtenstein  | Liechtensteinische Post     |
| Luxemburg      | Post Luxembourg             |
| Malta          | Malta Post                  |
| Monaco         | La Poste de Monaco          |
| San Marino     | Poste San Marino            |
| Vatican        | Poste Vaticane              |

## Teme comune probleme de SEPAC
| An   | Țări Participante | Subiect     |
| ---- | ----------------- | ----------- |
| 2007 | 11                | peisaje I   |
| 2009 | 12                | peisaje II  |
| 2011 | 12                | peisaje III |
| 2013 | 12                | animale     |
| 2014 | 12                | flori       |
| 2015 | 12                | cultura     |
| 2016 | 12                | sezoane     |